# Salice (Messina)
Salìce (Salìci in siciliano) è un villaggio della zona nord di Messina, appartenente alla VI circoscrizione.

## Geografia fisica
Salìce, è un villaggio della VI circoscrizione del Comune di Messina, posto sui Monti Peloritani a 236 m s.l.m., dista circa 13 km a nord dal centro di Messina. L'arteria principale che attraversa il paese è la S.P.51 che per un chilometro circa è denominata Via Principe Umberto. La popolazione residente è di 998 cittadini (censimento 2011).

## Storia
Le prime fonti storiche ci riportano al 1134, quando Ruggero II donò alcuni feudi, tra cui il territorio di Salìce, al monastero del Santissimo Salvatore di Messina. Anche Salìce, come altri paesi circostanti, fu sede dei culti basiliani (prima del 2005, Salìce, insieme a Gesso, Orto Liuzzo e Rodia era compreso nel XIII quartiere o circoscrizione, detto dei basiliani).
Si pensa che un tempo, situato in contrada Badia, vi si trovava un monastero dedicato a Santo Stefano Juniore, che dipendeva direttamente dall'Archimandritato del Santissimo Salvatore dei Greci. Tuttavia è possibile far risalire le origini di questo piccolo borgo al periodo corrispondente al basso medioevo. Una vasta area di terreno, nella zona nord di Messina, fu affidata nel 1134 da Ruggero II (primo regnante dell'isola) ai monaci basiliani. All'Archimandrita Luca fu affidato il territorio di Salice con disposizione di creare un villaggio con dei servitori per il monastero. Il territorio di Salice fu venduto diverse volte ed acquistato da esponenti nobiliari, ultimo di questi Francesco Pettini, che con decreto reale del 1873 ottenne il riconoscimento del titolo di conte di Bauso, con facoltà di trasmetterlo all'unica sua figlia Maria. La contea di Bauso passò in mano ai Pettini dopo essere stata retta per secoli dalla nobile famiglia Cottone. Nel 1920 circa, il conte Pettini vendette le proprietà alla famiglia Mazzeo. Lo stemma araldico con il motto della famiglia Pettini (NE PEREAT) è ancora visibile sul prospetto principale del palazzo che dà su via Principe Umberto.

## Monumenti

### Fontana settecentesca

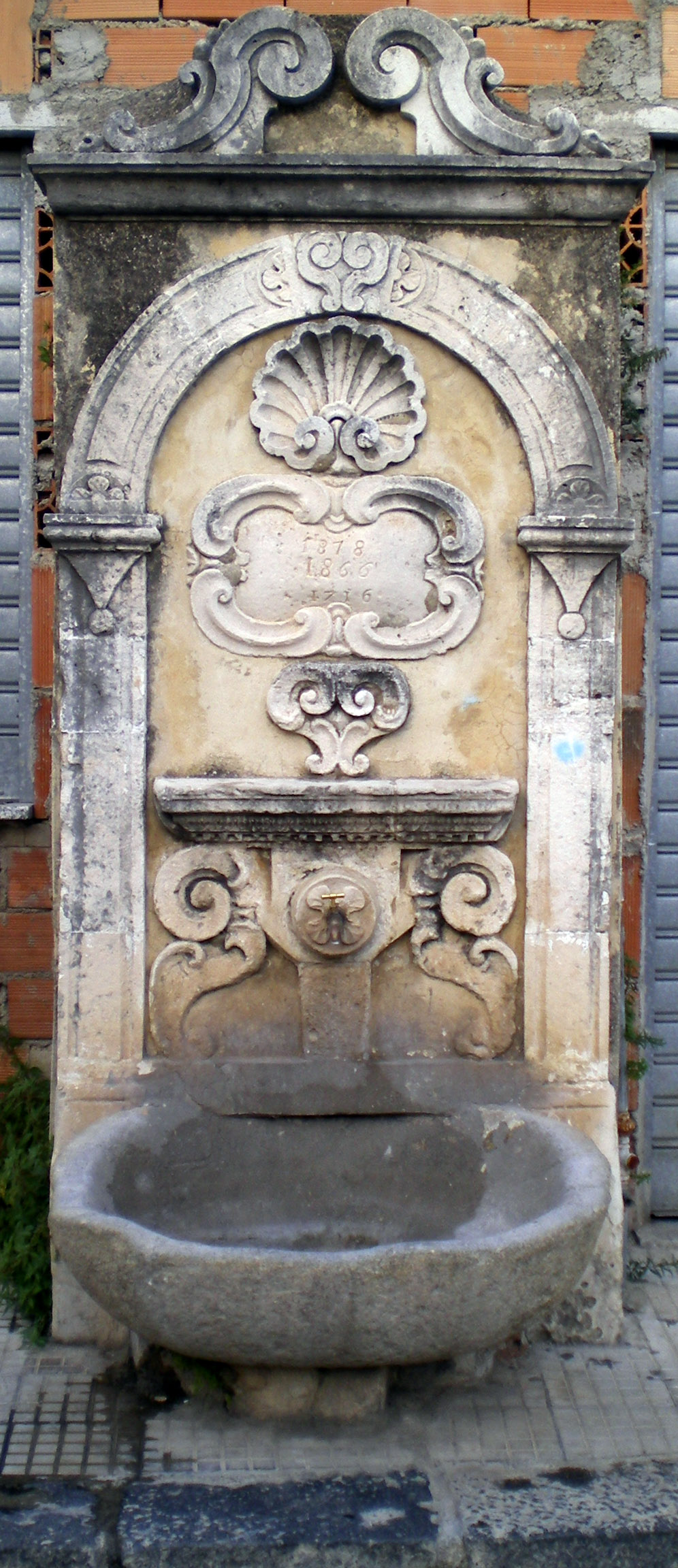
Fontana settecentesca
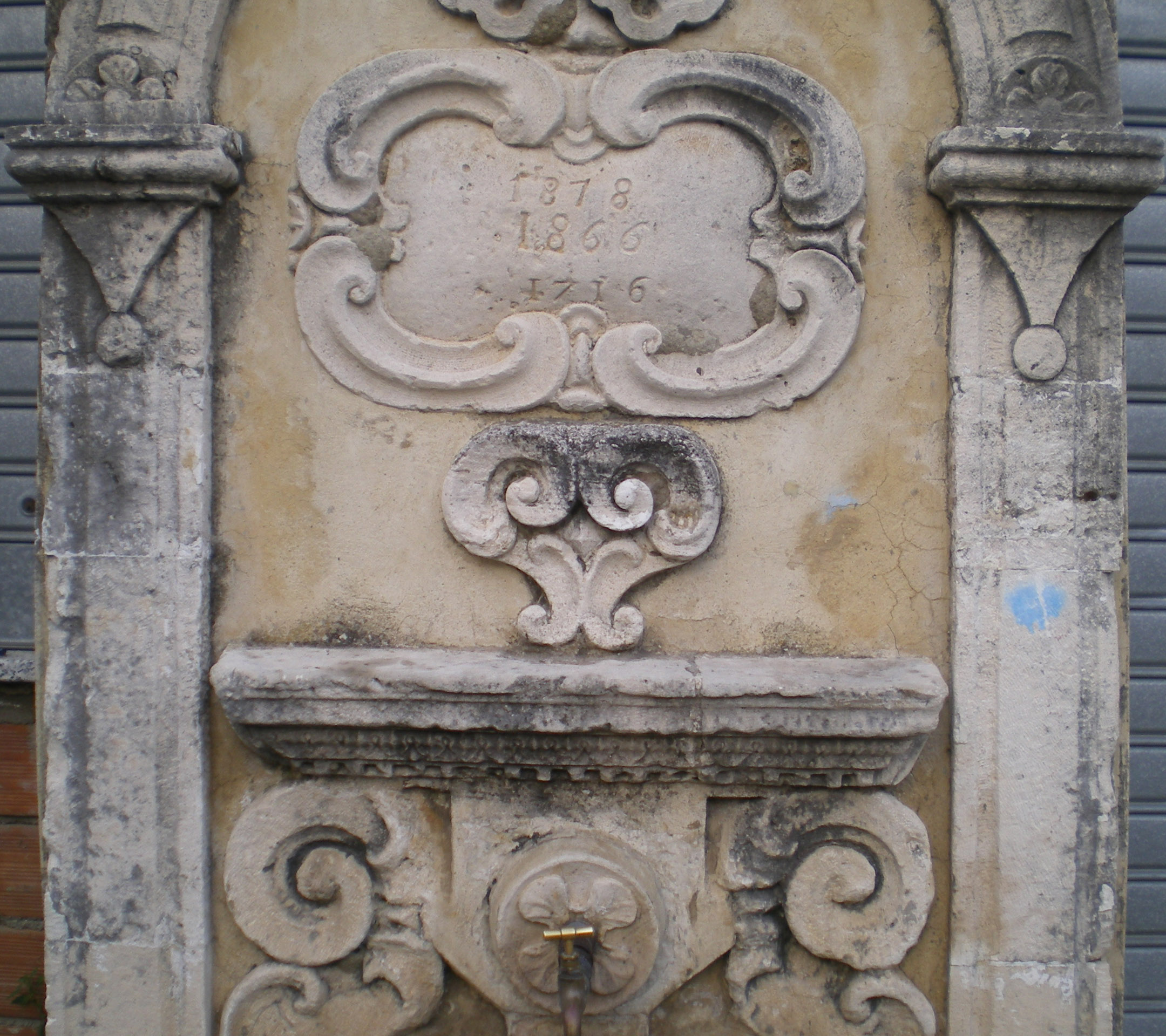
Particolare fontana

### Forte dei Centri
Particolarmente interessante è il Forte ottocentesco. Appartenente ai cosiddetti "Forti Umbertini", realizzati tra il 1882 e il 1892 circa, soprattutto viene collocato nell'ottobre del 1889 per difendere l'area dello Stretto dagli eventuali attacchi.
Si estendono per quasi tutta la costa tirrenica. La costruzione imitando le fortificazioni rinascimentali, segue sempre lo stesso schema: fossati, spigoli profilati in pietra e cornici, sotterranei e molto altro ancora.

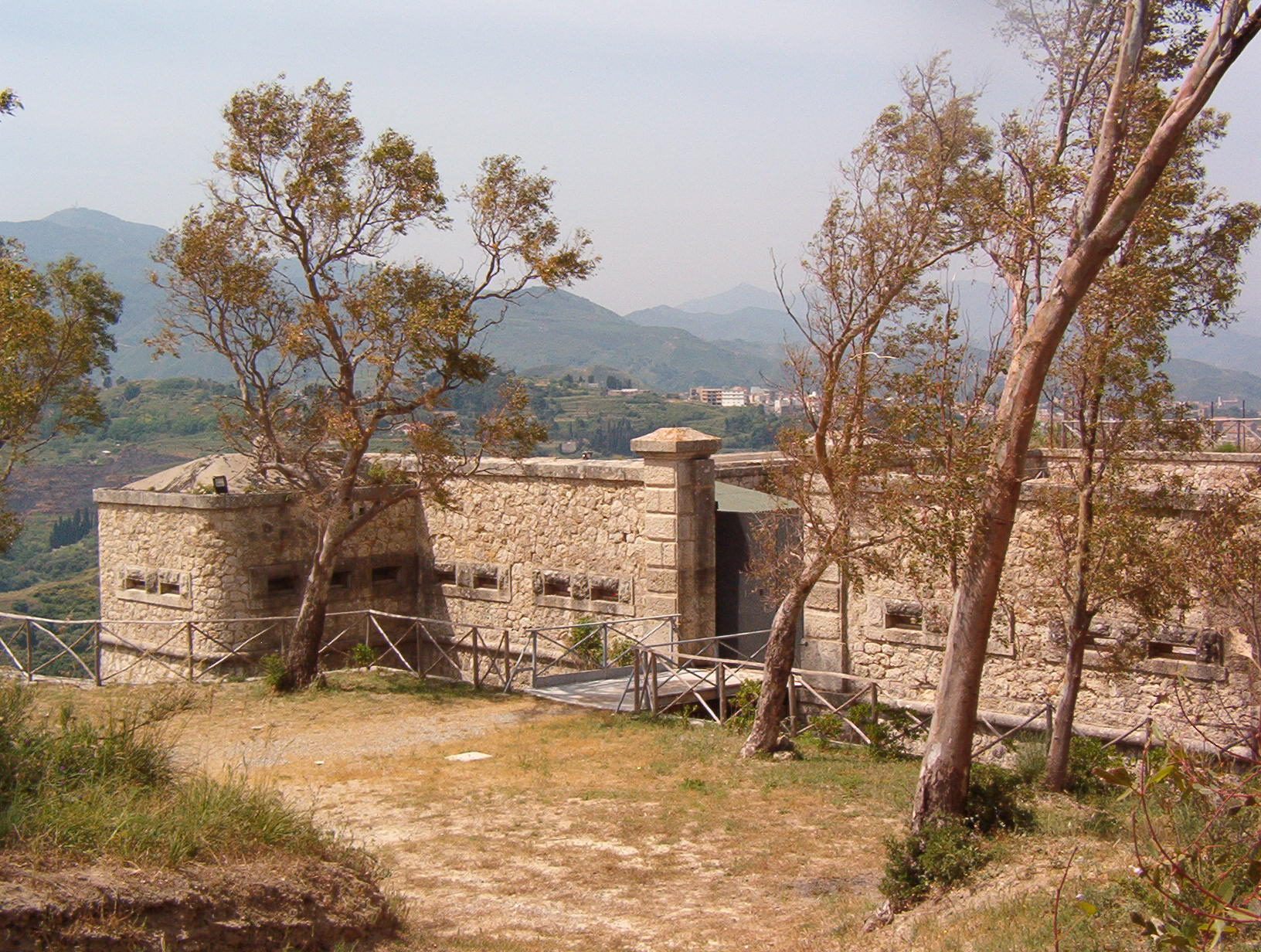
Veduta principale del Forte dei Centri

Venne utilizzato sia prima che dopo la seconda guerra mondiale come punto di ritrovo dei soldati e come deposito di munizioni; nell'area circostante vi si trovano ruderi di una casermetta di notevole pregio storico. Molto suggestive sono le vedute offerte dal paesaggio che spazia dal golfo di Milazzo alle isole Eolie. All'ingresso vi sono alcune Casermette che venivano al secolo utilizzate come abitazione dei soldato, un'altra struttura molto importante era la Torre di vedetta stile trenta.

## Architetture religiose

### La chiesa di Santo Stefano Juniore

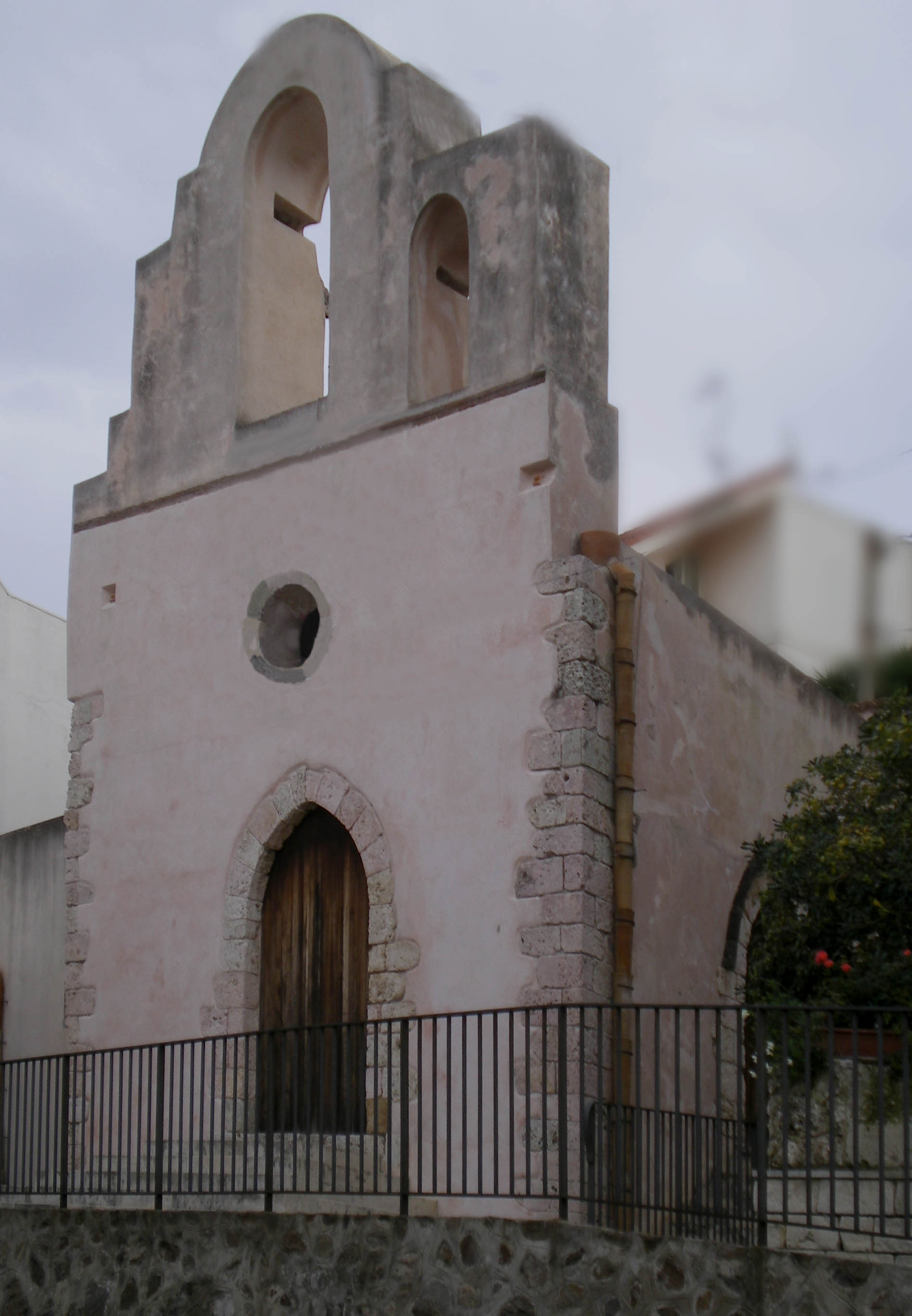
Chiesa di Santo Stefano Juniore.

La piccola chiesa di Santo Stefano Juniore fu utilizzata fino al 1805 quando cioè il titolo di parrocchiale passò all'attuale chiesa madre. Da allora nel corso degli anni, ha subito un continuo e lento degrado che solo il recente restauro ha arrestato.
La chiesa è in stile normanno-svevo. È stata costruita a partire dal XII secolo. La pianta del sacro edificio è rimasta fondamentalmente come era in origine, a croce latina e nel piccolo transetto si trova un grazioso altare barocco. Il transetto è messo in comunicazione con la navata da un arco in pietra a tutto sesto. La chiesa, prima dei restauri, si mostrava priva di tetto e di pavimentazione e nel corso degli scavi sono affiorate le piccole cripte con all'interno ossa umane, testimonianza di antiche sepolture. La chiesa di Santo Stefano Juniore è pregevole dal punto di vista artistico per le sue forme architettoniche che la rendono unica in Sicilia simile e paragonabile soltanto a quella di San Nicola ad Agrigento dello stesso periodo.
Il tetto in legno ricopre adesso il transetto è la piccola sacrestia, mentre nella stanza sul lato sinistro sono state riposte in casse di legno le ossa ritrovate. In fondo alla stanza si possono vedere le antiche scale esterne che conducevano alla chiesa e che adesso sono state inglobate nella costruzione. Questa è stata la prima chiesa del villaggio, pertanto è titolata a Santo Stefano Juniore, costruita proprio negli anni in cui il monachesimo basiliano si diffondeva nell'Italia meridionale e in particolare il culto e la devozione a Santo Stefano Juniore si incarnavano a Salìce.

### Chiesa di Santa Maria delle Grazie

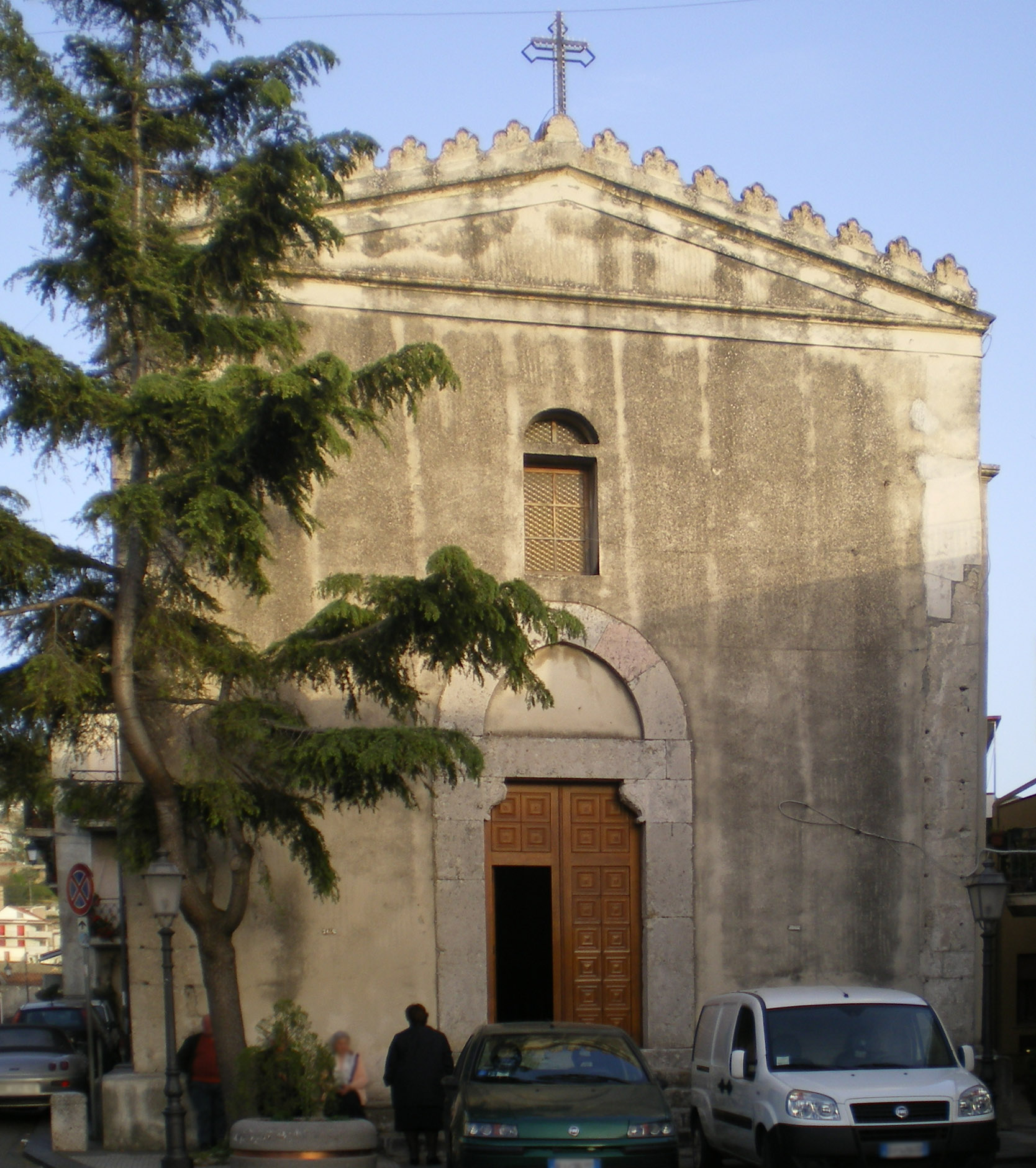
Chiesa Santa Maria delle Grazie.

La chiesa di Santa Maria delle Grazie, venne edificata nel 1550 e donata nel 1654 da un privato cittadino di nome Francesco Giacobbe, alla Parrocchia di S. Stefano Juniore, oggi (dal 1781) è la chiesa parrocchiale. Bellissimi stucchi settecenteschi la rendono una tra le poche chiese barocche ancora esistenti nel territorio del comune di Messina. Al suo interno tra le opere di mediocre importanza sono da segnalare un dipinto ad olio su tavola raffigurante S. Caterina d'Alessandria. La data 1597 in calce al dipinto, si riferisce ad un probabile restauro e non all'esecuzione dell'opera che per i caratteri stilistici si può collocare tra la fine del XV sec. e l'inizio del XVI sec. Si sconosce l'autore ma si ipotizza un pittore appartenente alla cerchia alibrandesca. La Santa, in piedi, con accanto la ruota, tiene tra le mani la spada e la palma simboli del martirio. Un altro dipinto del XVI secolo, sempre su tavola è la "Madonna di Monserrato" tra le sante Lucia ed Apollonia. Anche in questo caso l'autore (manierista seppure locale) è sconosciuto poiché si è firmato con un piccolo autoritratto in basso a destra ma comunque influenzato dalla maniera di Antonello Riccio. Sono pure da menzionare una piccola tela ottocentesca raffigurante la Madonna con Bambino, di impronta neo raffaellesca e la tela dei Santi Cosma e Damiano (XIX secolo). Una statua della Vergine Maria in marmo bianco risale al XVIII secolo. Fu commissionata nel 1724 da un certo Giuseppe Santoro per mezzo di un legato testamentario. La chiesa a navata unica possiede sei altari laterali, tre per lato ciascuno dei quali ospita statue di Santi. Quello più ricco e imponente è l'altare di S. Stefano Juniore, titolare della parrocchia. Danneggiata dal terremoto del 1908, veniva restaurata tra il 1918 e il 1920.

### La Chiesa della SS. Annunziata

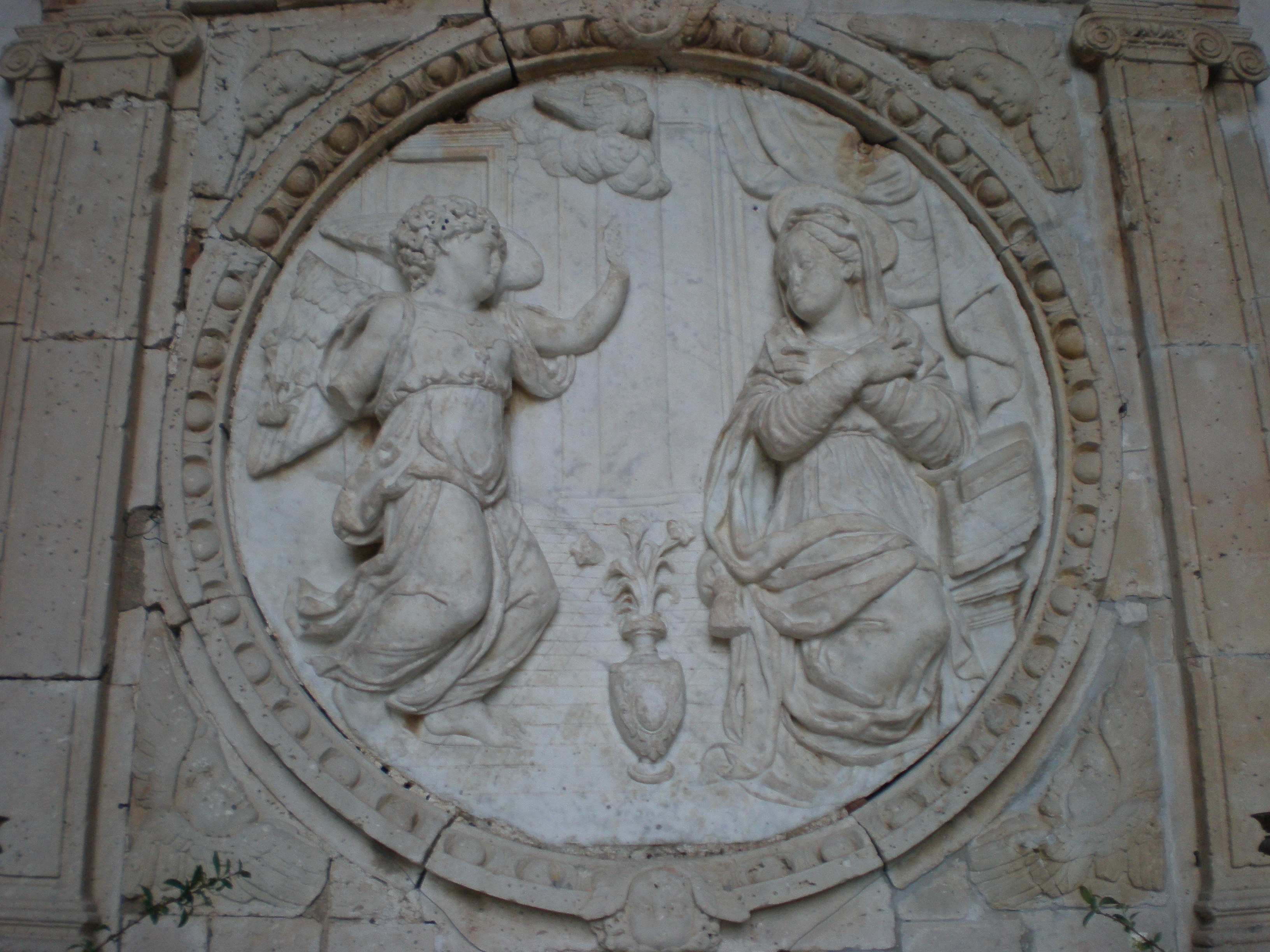
prestigioso alto rilievo in marmo bianco del XVI secolo.

La chiesa della Santissima Annunziata è stata costruita tra il XIV e il XV secolo. La pianta è a croce latina e oggi della chiesa rimane solo il transetto e dell'unica navata solo il muro di sinistra. Nel transetto, in corrispondenza con la navata, vi è l'abside. Agli anni della costruzione dell'edificio risalgono i due archi centrali a tutto sesto. La volta interna del transetto è coperta da capriate in legno realizzate negli anni sessanta del secolo scorso. Al suo interno di notevole pregio sotto l'arco centrale, un prestigioso alto rilievo in marmo bianco del XVI secolo che raffigura l'annuncio dell'angelo a Maria. Tale opera è attribuita a Rinaldo Bonanno, noto scultore che lavorò anche al rinnovo della cattedrale di Messina.
Finissime le figure racchiuse nel cerchio il cui dialogo è inteso dal gioco di sguardi tra i due personaggi, dal movimento aggraziato dell'angelo che piega le ginocchia posandosi al suolo, dall'espressione di Maria “colta di sorpresa”. Sotto le parole in latino del saluto dell'angelo "AVE FONS GRATIAE".
Nella chiesa la domenica delle palme di ogni anno i fedeli si radunano per la benedizione dei rami prima della messa nella chiesa parrocchiale. Inoltre il primo maggio si apre il mese mariano con la celebrazione eucaristica. È usata come luogo di accoglienza del Santissimo Sacramento durante la processione del Corpus Domini, quando è addobbata con migliaia di fiori multicolore dagli abitanti del quartiere. Talvolta nei mesi estivi viene anche utilizzata per saggi e concerti musicali, poiché la sua bellezza, che sa di antico, rende sempre l'atmosfera molto suggestiva.

### I tre Stefano santi

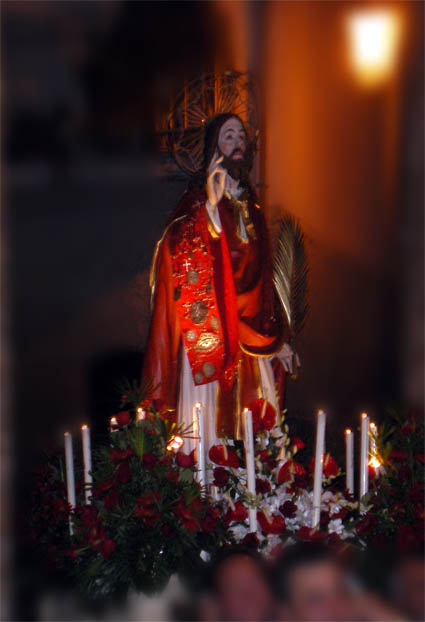
Statua raffigurante Santo Stefano Juniore durante la processione per le vie di Salìce

La fede e la devozione dei salicesi è sempre ruotata intorno a tre figure di santi, tutti con lo stesso nome: Stefano. La devozione dei fedeli si è sempre rivolta al Santo Stefano Protomartire della Chiesa occidentale, ad un S. Stefano di Costantinopoli, monaco orientale del sec. VIII, conosciuto come il Giovane o il Greco, e ad un monaco di nome Stefano, vissuto proprio a Salice e ivi morto in odore di santità. Quest'ultima figura viene talvolta confusa con le altre due e in particolare con la seconda. Dalla commistione di questi due Stefano (il Giovane e il Salicioto) viene fuori la figura di Santo Stefano Juniore. C'è da dire che il culto e la devozione al protomartire si sono diffusi quasi certamente in un'epoca abbastanza posteriore a quella di Santo Stefano il Giovane. Padre Antonino Settineri nel 1948 scriveva: "Qualcuno spiega questa seconda devozione (del protomartire) per il fatto che essendo stato un tempo desiderio di qualche cappellano locale rintracciare qualche reliquia del Santo venerato nel villaggio (il Giovane) ed avendone chiesta a Roma per errore gli fu spedita una reliquia del Santo protomartire. Nacque così la devozione al santo della reliquia che col tempo soppiantò nella celebrazione esteriore quella del Santo Juniore".In ogni caso non si può affermare con certezza a quale evento è collegata la diffusione della devozione di questo Santo, non curanza od errore, fatto sta che il culto del protomartire fu ben accetto da tutti e si diffuse tra i fedeli. S. Stefano il Giovane, nato a Costantinopoli tra l'agosto e il dicembre del 715 e morto nello stesso luogo il 28 novembre 768, è conosciuto anche come il martire dell'iconoclastia. A Salice il suo culto si diffuse in seguito alla costruzione di un monastero basiliano di cui si sono perse le tracce, ma di cui è provata l'esistenza in un manoscritto del 1342. Con il tempo il nome di S. Stefano il Giovane si è confuso con quello di un monaco che, secondo la tradizione, visse in questo monastero e fu lapidato e sepolto a Salice. Questa figura è avvolta dal mistero in quanto non esistono fonti o documenti che comprovano la sua esistenza. I due Santi, quindi, vengono ad assimilarsi, nonostante per gli abitanti sia chiaro il fatto che S. Stefano il Giovane non venne mai a Salice e che si parla di due figure distinte che poi, di fatto, durante le celebrazioni diventano un tutt'uno. Il giorno in cui la Chiesa celebra ufficialmente S. Stefano il Giovane è il 28 novembre, il giorno della sua morte. A Salice la ricorrenza cade, invece il 29 ottobre, giorno in cui si fa risalire la morte di S. Stefano di Salice

## Società

### Evoluzione demografica
Abitanti censiti

## Manifestazioni
- Il 29 ottobre si festeggia Santo Stefano Juniore il Santo titolare della parrocchia di Salice
- Il 3 agosto si festeggia il patrono Santo Stefano Protomartire.
- Durante il periodo natalizio si svolge "Natale a Salice": presepe vivente ambientato negli anni cinquanta del secolo scorso. L'evento si svolge lungo i vicoli della zona più "vecchia" del villaggio. Un salto nel passato per rivivere l'atmosfera natalizia di quegli anni.

## Infrastrutture e trasporti
Il villaggio di Salìce è collegato tramite:
- Trasporto pubblico: l'autobus numero 26 gestito dall'ATM (Azienda Trasporti di Messina), collega Salìce con il centro di Messina e la Località di Orto Liuzzo, sulla sponda tirrenica;
- Autostrada: tramite l'A20 Messina-Palermo con svincolo autostradale di Messina nord - Villafranca Tirrena;
- Trasporto ferroviario: tramite la stazione centrale di Messina(15 km) e Rometta (11 km);
- Trasporto aereo: tramite l'Aeroporto di Catania-Fontanarossa o l'Aeroporto di Reggio Calabria;
- Trasporto marittimo: tramite il porto di Messina o Milazzo.

## Galleria d'immagini

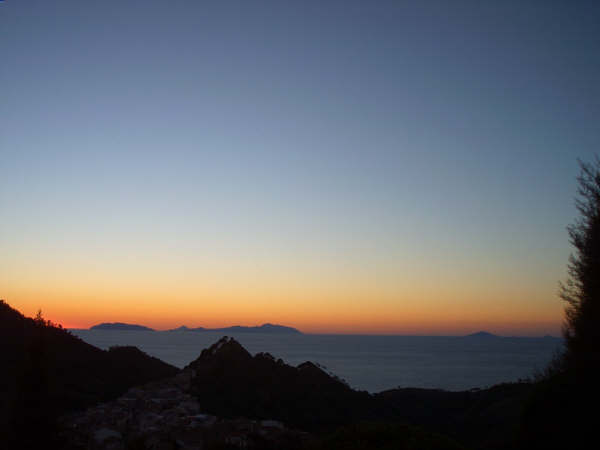
Salice, viste panoramiche al tramonto
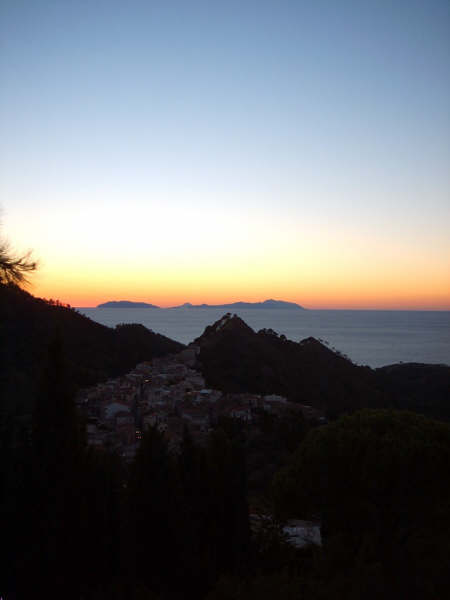
Sullo sfondo Vulcano, Lipari, Salina e Filicudi
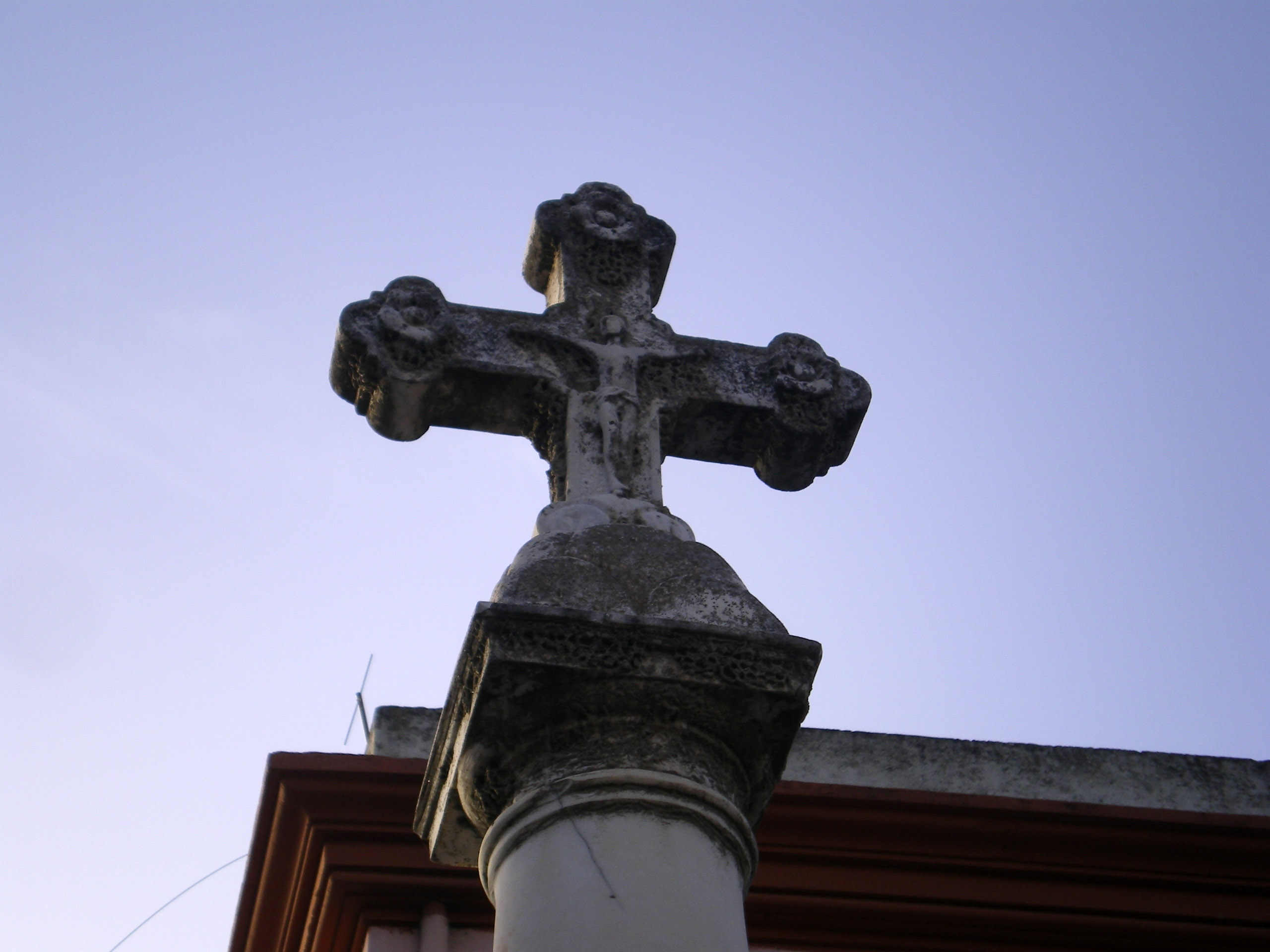
Colonna crocifera, piazza P. Umberto secolo XVI, marmo e pietra, h. 4 mt
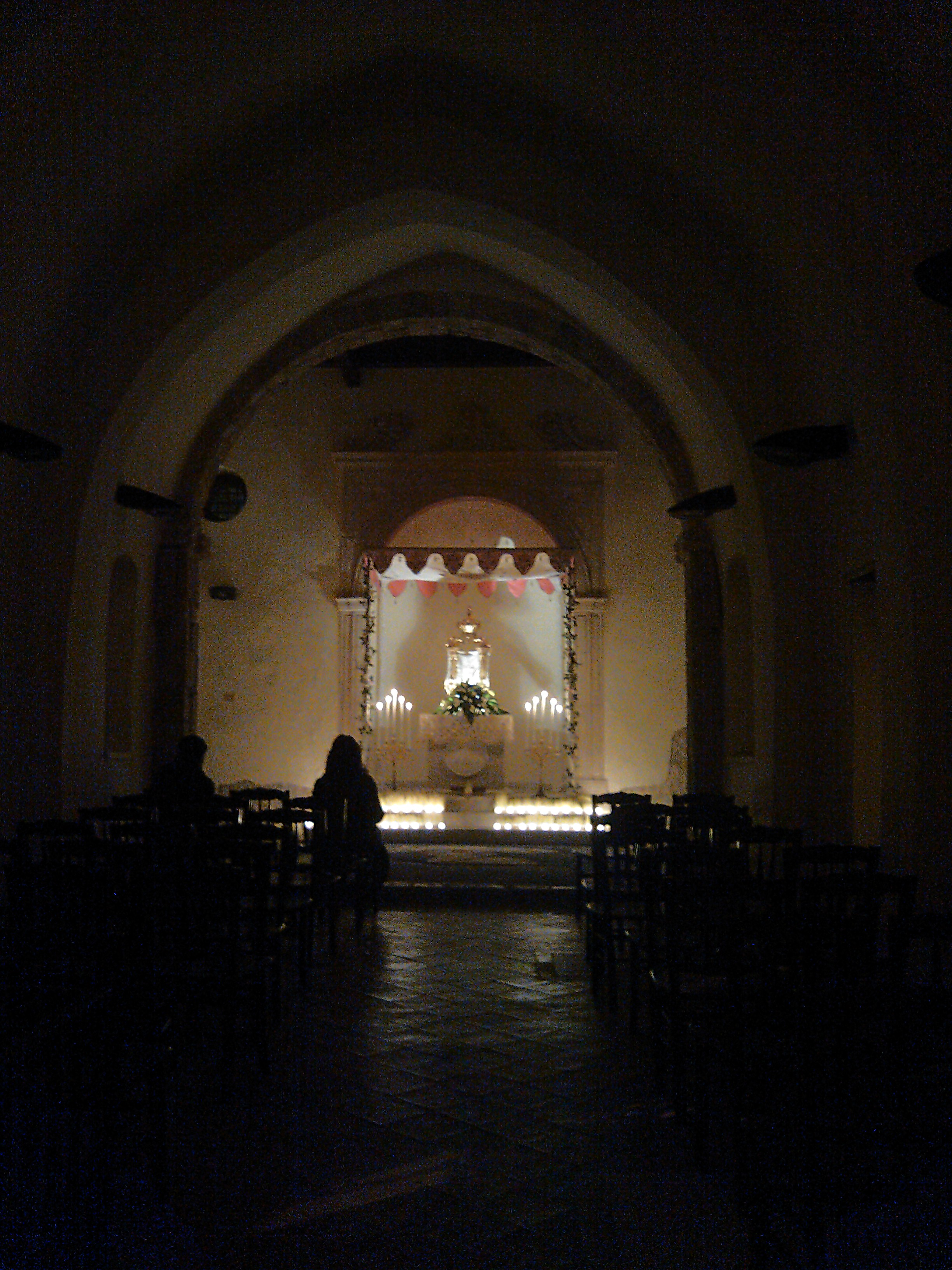
Interno della Chiesa di Santo Stefano Juniore
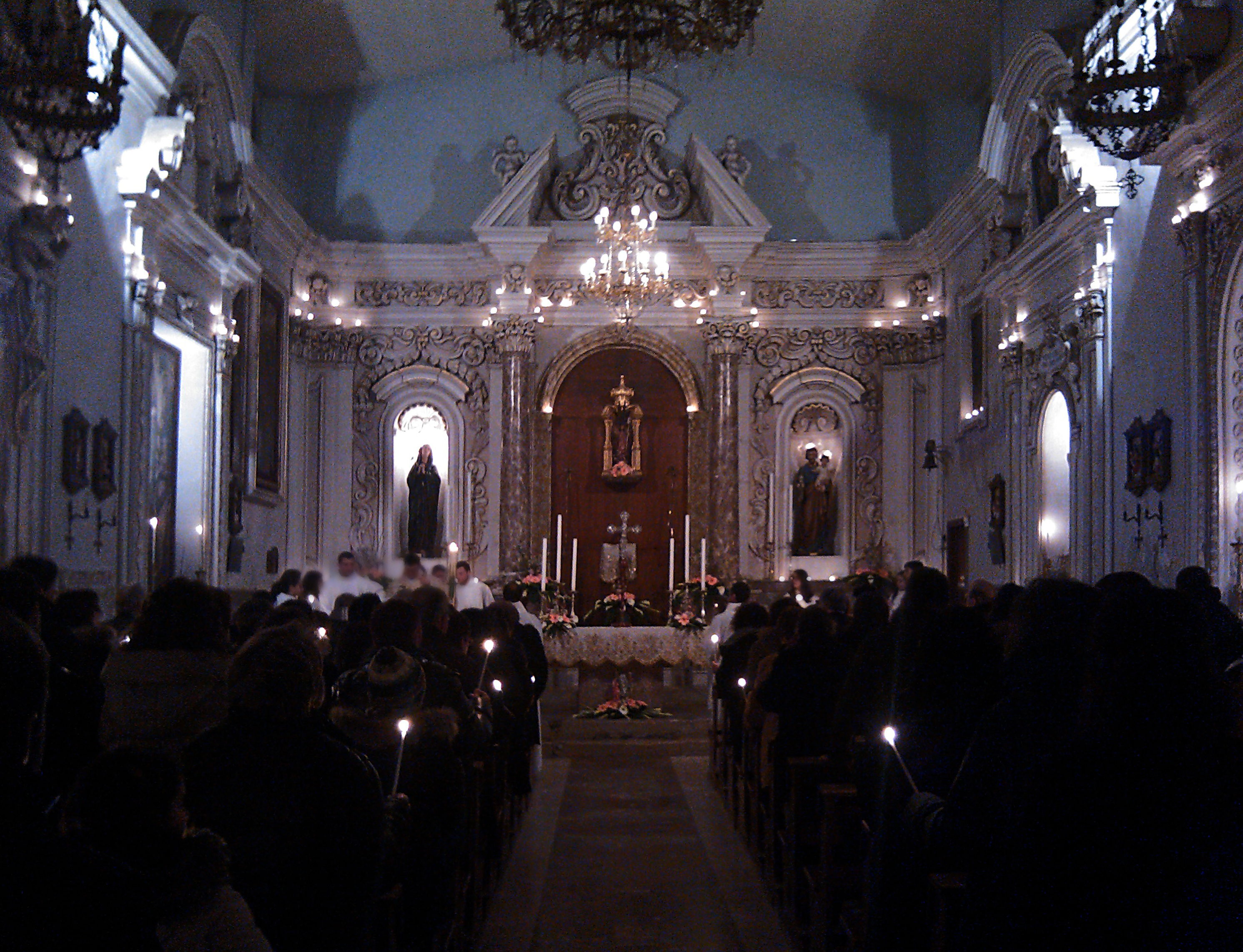
Interno della Chiesa di Santa Maria delle Grazie durante la Notte di Pasqua. Aprile 2015